# Thomas Weber (Politiker)

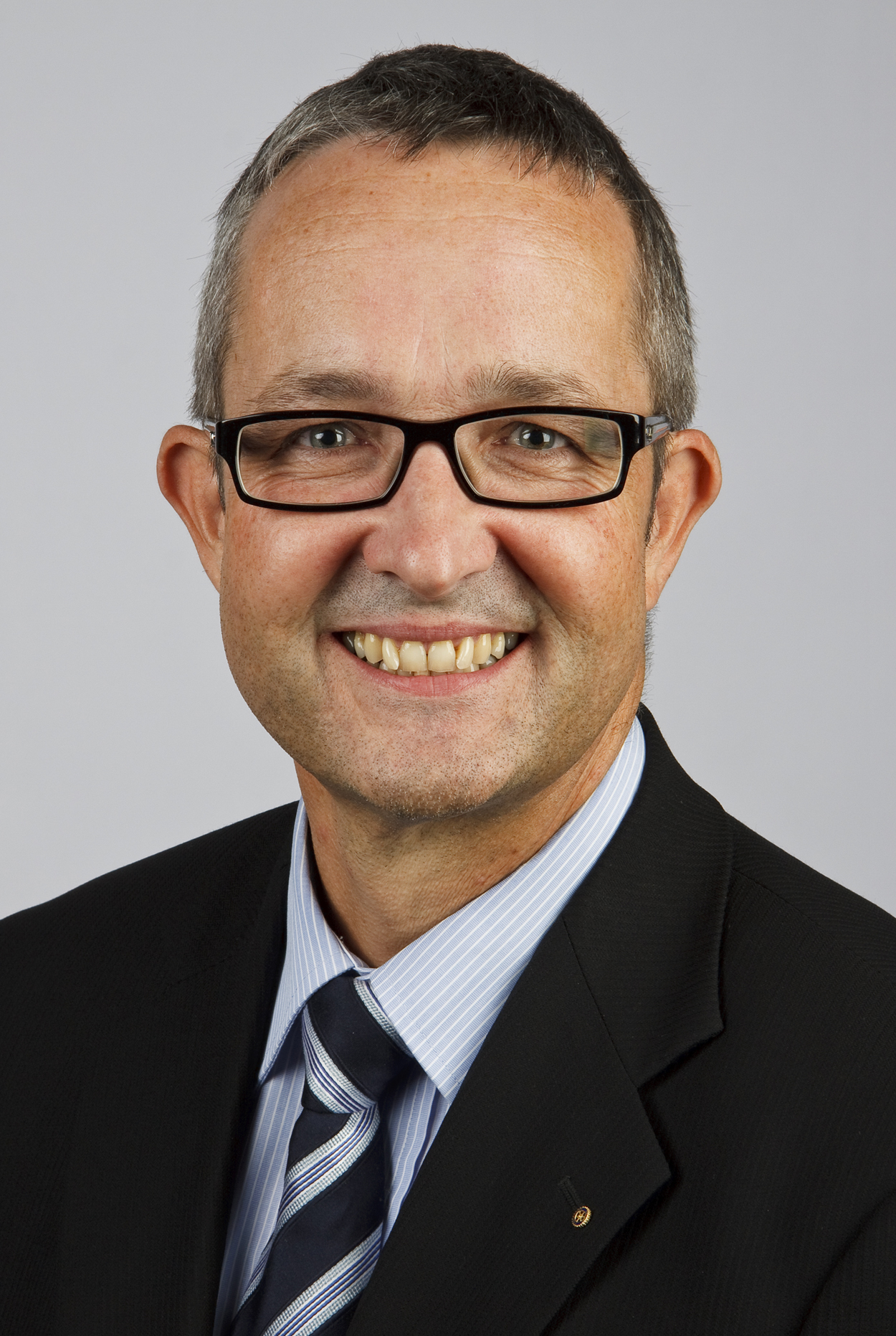
Thomas Weber (2010)

Thomas Weber (* 23. November 1961 in Basel; heimatberechtigt in Reigoldswil, Basel-Landschaft) ist ein Schweizer Politiker (SVP).

## Politik
Thomas Weber, dipl. Bauingenieur ETH, war von Juli 2013 bis Juni 2023 Regierungsrat des Kantons Basel-Landschaft (Exekutive). Er wurde in der Ersatzwahl vom 21. April 2013 gewählt. In der Gesamterneuerungswahl des Regierungsrats vom 8. Februar 2015 wurde er für die Amtsperiode 2015–2019 bestätigt. Für das Amtsjahr vom 1. Juli 2016 bis zum 30. Juni 2017 wählte ihn das Kantonsparlament mit 81 Stimmen (absolutes Mehr: 43) zum Präsidenten des Regierungsrats. Am 31. März 2019 haben ihn die Stimmberechtigten für die Amtsperiode 2019–2023 als Regierungsrat bestätigt. Für das Amtsjahr 2021–2022 wurde er vom Landrat mit 73 Stimmen (absolutes Mehr: 39) erneut zum Regierungspräsidenten gewählt. Ende Juni 2022 kündigte er an, dass er an den Gesamterneuerungswahlen vom 12. Februar 2023 nicht antreten wird.
Weber stand der Volkswirtschafts- und Gesundheitsdirektion (VGD) vor und gehörte in seiner Funktion als Regierungsrat der Parteileitung der SVP Baselland an.
Die VGD ist zuständig für die Handlungsfelder Volkswirtschaft, Gesundheit und Landschaft.
2015 organisierte Thomas Weber die Standortförderung Baselland neu als direktionsübergreifendes Kompetenzzentrum und Anlaufstelle für Unternehmen und Gemeinden.
2018 wurde ein die ausgelagerten Schwarzarbeitskontrollen betreffendes Rechtsverfahren gegen Weber eingeleitet, 2020 folgte die offizielle Anklage. Ihm wurde von der Staatsanwaltschaft ungetreue Amtsführung vorgeworfen. Am 4. Juni 2021 wurde er vom Strafgericht des Kantons Basel-Landschaft vollumfänglich von Schuld und Strafe freigesprochen.
Thomas Weber förderte massgebend die kantonsübergreifende Zusammenarbeit im Gesundheitswesen. 2019 hat die Stimmbevölkerung in den Kantonen Basel-Landschaft und Basel-Stadt dem wegweisenden Staatsvertrag betreffend Planung, Regulation und Aufsicht in der Gesundheitsversorgung zugestimmt. Das Gebiet der beiden Kantone wird seitdem als gemeinsame Gesundheitsregion weiterentwickelt unter der Zielsetzung einer optimierten Gesundheitsversorgung für die Bevölkerung in beiden Kantonen, einer deutlichen Dämpfung des Kostenwachstums im Spitalbereich sowie einer langfristigen Sicherung der Hochschulmedizin in der Region.
Über 80 Prozent der Fläche des Kantons Basel-Landschaft sind grün: je rund 40 Prozent Landwirtschaftsfläche und Wald. Weber setzte sich mit mehreren Projekten für eine nachhaltig produktive Land- und Waldwirtschaft ein, die eine effiziente Nutzung bei gleichzeitigem Schutz von Biodiversität und Landschaftsschutz anstreben.
Von 2011 bis 2013 war Thomas Weber Mitglied des Landrats des Kantons Basel-Landschaft und Vizepräsident der SVP-Landratsfraktion. Von 2004 bis 2005 war er kantonaler Parteipräsident.

## Familie und Beruf
Thomas Weber ist verheiratet, hat drei erwachsene Söhne und wohnt in Buus.
Vor seiner Regierungstätigkeit war Weber in der Privatwirtschaft und bei der öffentlichen Hand in seinem angestammten Beruf als Ingenieur tätig. Er leitete u. a. von 2007 bis 2013 die Filiale Zofingen des Bundesamts für Strassen ASTRA, zuständig für die Nationalstrassen-Infrastruktur der Zentral- und Nordwestschweiz.

## Ausserberufliche Tätigkeiten
Weber präsidierte das Organisationskomitee des Eidgenössischen Schwing- und Älplerfests Pratteln im Baselbiet, das vom 26. bis zum 28. August 2022 mit rund 400'000 Besuchern stattfand. 
Als Milizoffizier der Schweizer Armee war er von 1981 bis 2011 aktiv (Oberst im Generalstab) und leistete rund 1400 Tage Dienst.